# 胜利

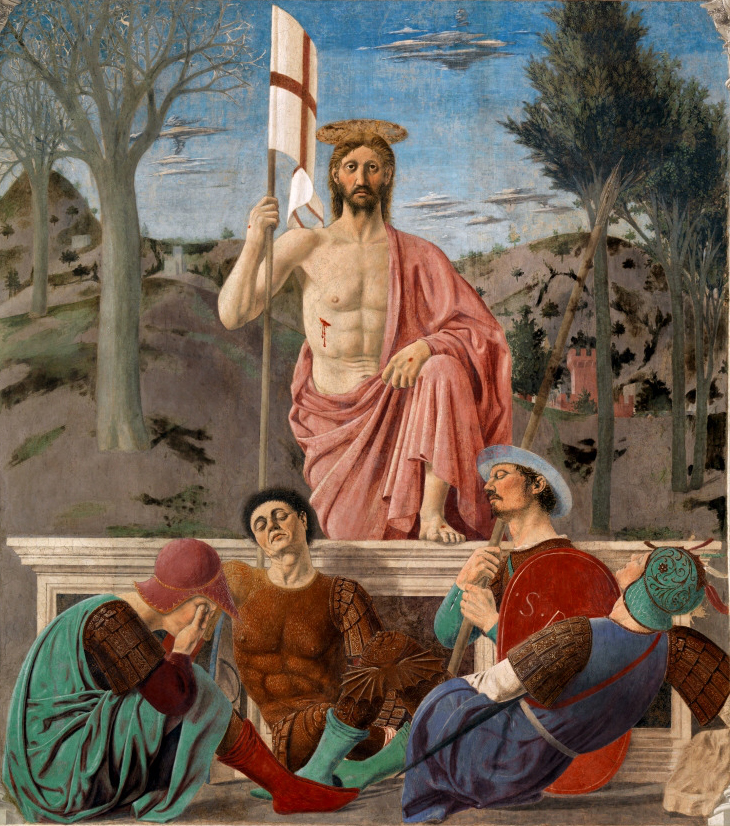
《复活》，皮耶罗·德拉·弗朗西斯卡于1460年创作

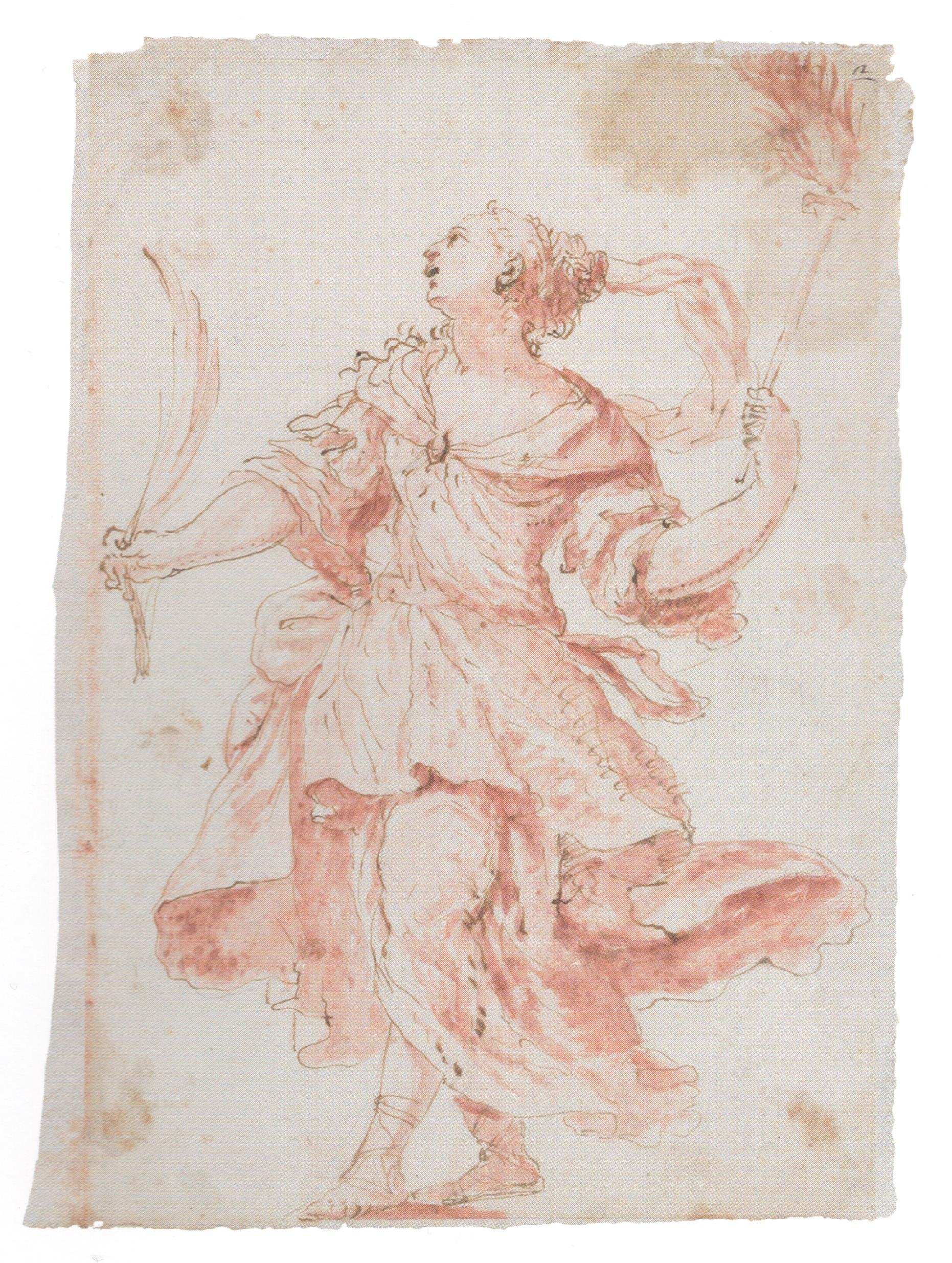
约翰·卡尔·罗斯《胜利的寓言》

胜利（拉丁語：victoria）最初用于战争，表示在单次战斗中取胜或者在任何竞争中取得成功。军事行动的成功称为战略胜利，而军事交战的成功称为战术胜利。
就人类的情感而言，胜利伴随着强烈的养育感，而在人的行为中，并且在人类行为中往往表现在战前的动作与姿势上。 在战前，这为战时积累过多的内啡肽所致。胜利之舞和胜利之吼与战舞和个体施暴前的戰吼相对应。罗马古代传递捷报行为的例子，Victoria一词的起源有如下说法：
- 塔西陀认为，公元69年，盖乌斯·朱利叶斯·文明在巴达维亚叛乱打败昆图斯·佩蒂利乌斯·塞里亚利斯后，巴达维佣兵演唱的胜利曲；
- 579年，伦巴第人在庆祝胜利时唱给奥丁的《可恶之歌》。期间以山羊献祭，朗戈巴德人围着羊头跳舞，同时唱着胜利赞美诗。罗马共和国和之后的罗马帝国通过凯旋仪式、胜利柱、胜利拱门等设施或方式来庆祝胜利（例如图拉真柱）。奖杯是从打败对手取胜的象征，例如敌人的武器（斯波利亚）或身体部位（如猎首）。

神话经常将胜利神化，例如希腊的尼刻或罗马的维多利亚。他们将胜者描述为英雄，作战过程多为与怪物肉搏（如圣乔治屠龙，因陀罗击杀阿希，索尔击杀耶夢加得等)。罗马神话中的无敌者索尔在基督教中成为基督的绰号。多数保罗将耶稣复活描述为战胜死亡和罪恶（参见哥林多前书的第15:55节）。
拉丁英语单词“victory”（十四世纪后使用）取代了古英语等效术语sige （与哥特语的“sigis”、古高地德语“sigu”和现代德语中的“Sieg”同源），这是日耳曼语法中的常见元素（如西吉伯特、齊格弗里德等)，前者与凯尔特语的sego和梵语的sahas同源。 

## 常用胜利标志
V字手势有两种形式：一种掌心朝外，一种掌心向内。二者在美国皆指胜利。

## 保罗·科埃略
保罗·科埃略在《阿克拉发现的手稿》中提出胜负首先须在知道爱的情况下进行，竞争时的痛苦是未来的胜利、部分观点认为，长者在爱和痛苦中成熟，知道两者就像知道胜利。
“失败是为勇者——只有他们知道输的光荣和赢的喜悦。
我不是来告诉你失败是生活的一部分——我们都知道。只有失败者才知道爱。因为我们在爱的领域里打了我们的第一场战斗——而且既有可能落败。我在这里告诉你，有些人从未被打败——他们从来没有参战。

他们设法逃避伤痕、羞辱、无助，以及那些连战士都怀疑上帝存在的时刻。”

## 宗教
释迦牟尼强调存在于个体的不朽，采取行动战胜自己即是他人，也是我们的胜利；“战胜自己胜过百战百胜。那么胜利就是你的了。即使是天使或恶魔、天堂或地狱也不能从你身上夺走。”佛陀的胜利属于我们，它永远存在于每个个体的心中，在无数的生命中展开。
在《薄伽梵歌》第二章第三十八节中，黑天与阿朱那交谈时规定了平静；“要知道，这一切都被它所渗透，坚不可摧。没有人能摧毁我。”后来，黑天在指示阿朱那以新发现的清晰行动后说：“对待胜利和失败、得失、快乐和痛苦，为战斗做好准备。如此争战则不招致罪恶。”罪德是头脑问题而非身体问题。
一场战斗（无论输赢或逃避），都不会改变人类的本性和纯洁性，一切战斗皆永恒。觉知失，是苦悲的缘由，知一切得失都一样，这就是免于相信得失的累加与自己的得失相同的罪过。
在《新約聖經》中，圣保罗和圣约翰的写到了耶稣战胜死亡并与门徒分享胜利的情节（例如哥林多前书15:57，約翰一書5:4 ）。